# Два миллиона лет спустя
«Два миллио́на лет спустя́» (Mega Shark versus Giant Octopus с англ. — «Мега-акула против гигантского осьминога») — фильм студии The Asylum. Фильм вышел непосредственно на DVD 26 мая 2009 года. В России выпущен на DVD 22 июня 2010 года.

## Сюжет
Побережье Калифорнии охвачено ужасом из-за борьбы за господство в океане двух огромных доисторических водных монстров.

## В ролях
| Актёр              | Роль                     |
| ------------------ | ------------------------ |
| Дебора Гибсон      | Эмма Макнейл             |
| Лоренцо Ламас      | Элиан Бэкстер            |
| Вик Чао            | доктор Сэйдзи Симада     |
| Марк Хенгст        | Дик Ричи                 |
| Крис Хейли         | Кэндзи                   |
| Джонатан Нейшн     | Винс                     |
| Майкл Тех          | Такэо                    |
| Шон Лоулор         | Ламар Сандерс            |
| Стивен Т. Блэкхарт | командир подводной лодки |

## Производство
Первоначальное название фильма Mega Shark versus Giant Octopus 3D предполагало выход фильма в стереоскопической версии, однако студия отказалась от этой затеи, не решившись на крупное финансирование фильма категории B.

## Выход
Исполнительница главной роли Дебора Гибсон была крайне удивлена, узнав, что трейлер фильма, выложенный 11 мая 2009 года на сайте MTV, за два дня набрал сотни тысяч просмотров, затем их число достигло миллиона.
Фильм не вышел в театральный прокат — он был издан непосредственно на DVD и поступил в продажу в США 26 мая 2009 года.